# قصر الدارين
قصر الدارين قصر شيد بأمر من سيف الدولة الحمداني في قلب مدينة حلب، سوريا.

## سيف الدولة الحمداني
حكم سيف الدولة الحمداني نطاقًا في الهلال الخصيب، كان يمتد أو ينحسر، حسب حركة الغزو المتبادل. لكن مركزه الأساسي كان في مدينة حلب حيث كانت حلب عاصمة الدولة الحمدانية، ودُرتها.

## سيف الدولة والعمارة
وفي حلب اعتنى سيف الدولة بحركة البناء عناية كُبرى، وبنى العديد من المباني، مُستقدمًا فناني أوروبا الذين طردتهم الكنيسة ومن أنحاء دولته في سوريا، ومُحرضًا المعماريين على الإبداع والابتكار.

## تاريخ القصر ومواصفاته
بنى سيف الدولة في حلب قصرًا منيفًا بارع الزينة، فذ المعمار، أسماه الدارين، وكان هذا القصر قطعة نادرة من العمار، فقد وصف المؤرخون بناء هذا القصر بالمعجز، وحدائقه بشديدة الروعة، فقد صمم له مهندسوه ومعماريوه وصائغوه حدائق كاملة من الذهب والفضة والجواهر، صُبت فيها النباتات والطيور من هذه المعادن، كما زُينت الجدران بالذهب والفضة، وكُتبت وزينت بآيات قرآنية.
أُحرق هذا القصر حين انهيار دولة سيف الدولة، ونُهب كُل ما فيه على يد الرومان وتبقى روعة ومعجزات البناء في هذا القصر والعناية الكبيرة التي حظي بها أيام الحمدانيين درة من جواهر تاريخ حلب.